# Anomalistisch jaar
Een anomalistisch jaar is de tijdsduur waarin de anomalie van de Aarde met exact 360° toeneemt ten opzichte van het perihelium. Of eenvoudiger: het is de tijdsduur nodig voor twee opeenvolgende periheliumdoorgangen van de Aarde. In de vergelijking van Kepler wordt verschil gemaakt tussen de ware, de excentrische en de middelbare anomalie, dat maakt hier geen verschil.
Net zoals de richting van het lentepunt geen vaste richting is ten opzichte van de vaste sterren (zie: tropisch jaar) zo is ook de richting Zon-Perihelium geen vaste richting. In de loop van de tijd roteert het eclipticavlak (of de lijn der apsiden) door de storingen door andere planeten. Het perihelium schuift op (ten opzichte van de vaste sterren) in een richting tegengesteld aan de richting waarin het Lentepunt opschuift, dus in dezelfde richting waarin de Aarde beweegt op de ecliptica. Bijgevolg moet de Aarde, vertrekkend van het perihelium, ten opzichte van de sterren iets meer dan 360° draaien om in het nieuwe (ondertussen opgeschoven) perihelium te geraken.

## De duur
Het anomalistisch jaar duurt 365,25964 dagen.
We kunnen het narekenen: Meeus publiceerde de vergelijkingen om de baanelementen van de belangrijkste planeten te berekenen. De lengte van het perihelium, ten opzichte van de standaard equinox van J2000.0, is een van deze baanelementen. Voor het jaar 2000 blijkt deze lengte toe te nemen met 0,3225654° T + 0,00014799° T2 per juliaanse eeuw of 11,6 boogseconden per jaar. T = 1 juliaanse eeuw van 36 525 dagen. Derhalve zal de Aarde van perihelium tot perihelium, ten opzichte van de vaste sterren, een hoek moeten beschrijven van 360°+11,6" of 1296011,6".
Het siderisch jaar of het beschrijven van een hoek van 360° ten opzichte van de vaste sterren duurt 365,256 36 dagen.
Het anomalistisch jaar duurt derhalve 365,256 36 × 1 296 011,61 / 129 6000 of 365,259 64 dagen of 365d 6u 13m en 53s. Dit is 4m 43,4s langer dan een siderisch jaar en 25m 7,7s langer dan een tropisch jaar uit dezelfde tijd.